# Charles Berkeley (1er comte de Falmouth)
Pour les articles homonymes, voir Charles Berkeley (homonymie) et Berkeley.
Charles Berkeley, 1er comte de Falmouth (11 janvier 1630 - 3 juin 1665) est le fils de Charles Berkeley (1599-1668) et de son épouse Penelope née Godolphin (décédée en 1669), de la branche de Bruton de la famille Berkeley. 

## Biographie
Il sert la cour Stuart en exil. Son oncle, John Berkeley (1er baron Berkeley de Stratton), obtient un emploi de Charles auprès de James, duc d'York jusqu'à la Restauration. Il est officier de cavalerie et combat dans les armées française et espagnole. Charles est ensuite créé baron Berkeley de Rathdowne, co. Wicklow, Irlande, et vicomte Fitzhardinge de Berehaven, comté de Kerry, Irlande, le 1er juillet 1663. Il est créé comte de Falmouth, dans la pairie d'Angleterre, le 17 mars 1664, et baron Botetourt de Langport, Somerset le même jour. Il est promu lieutenant-gouverneur de Portsmouth et est élu député de New Romney. 
En 1664, il épouse Elizabeth Bagot qui devient maîtresse du roi Charles II d’Angleterre, une fois veuve. 
Au cours de la Deuxième guerre anglo-néerlandaise il se porte volontaire pour servir dans la flotte royale. Charles est tué par un boulet de canon le 3 juin 1665 à bord du Royal Charles lors de l'un des premiers échanges de la bataille de Lowestoft. 
Son caractère turbulent ne le rendait pas très aimé, mais sa loyauté envers la famille royale favorise ses relations avec le roi. Clarendon est stupéfait par le flot de larmes que le roi verse lorsqu'il apprend que Berkeley a été tué.   